# 天主教奧基奎教區
天主教奧基奎教區 （拉丁語：Dioecesis Okigvnsis）是尼日利亞一個羅馬天主教教區，屬奧韋里總教區。
教區成立於1981年1月24日，2012年有教友823,483人（佔轄區人口41.1%）、八十七個堂區、202名司鐸。現任教區主教為薩羅滿‧阿曼丘庫‧阿馬圖。